# Eurytoma turkomanica
Eurytoma turkomanica är en stekelart som beskrevs av Zerova 1995. Eurytoma turkomanica ingår i släktet Eurytoma och familjen kragglanssteklar.
Artens utbredningsområde är Turkmenistan. Inga underarter finns listade i Catalogue of Life.